# Vela als Jocs Olímpics d'estiu de 1912 - 8 metres

8 metres

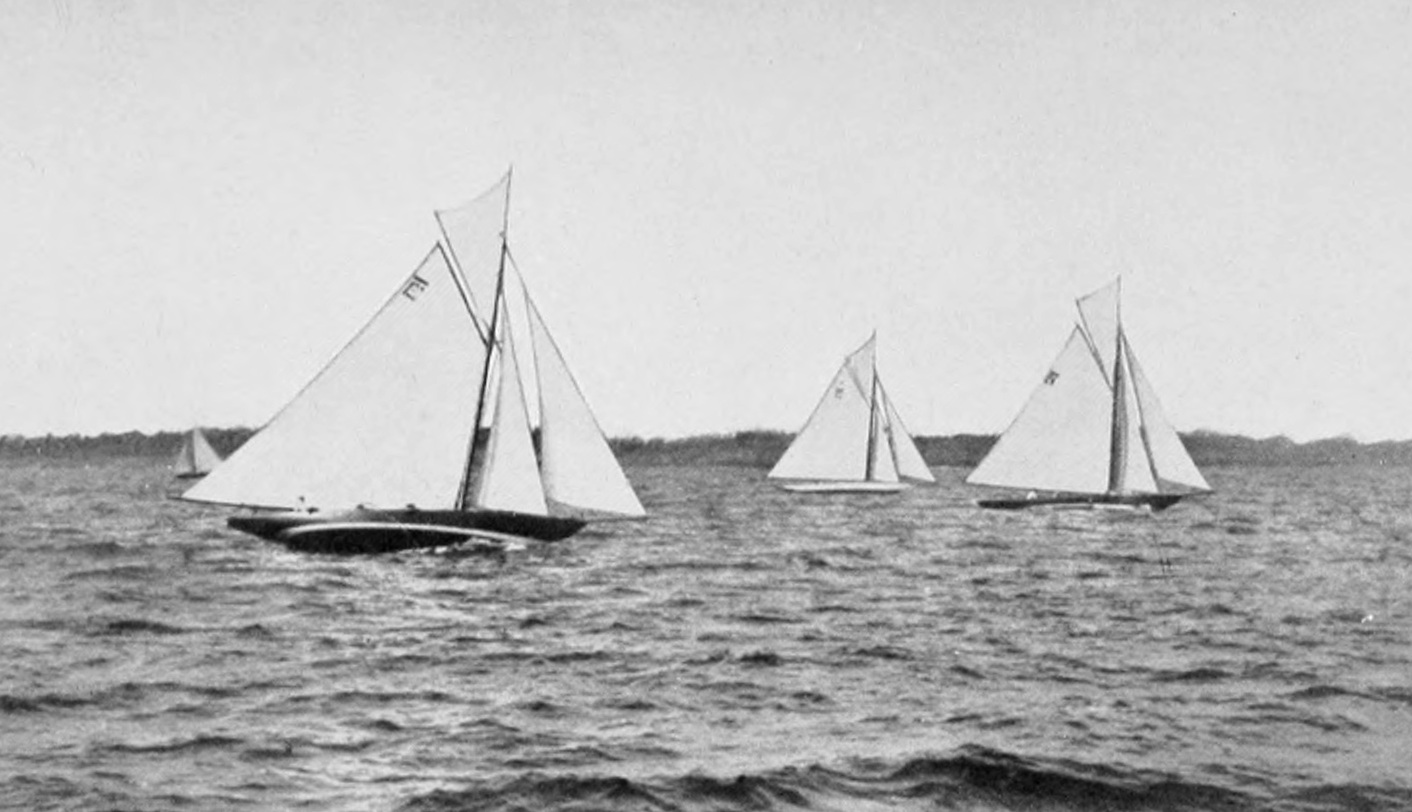
Taifun, Norman i Örn en una de les regates

Els 8 metres va ser una de les quatre proves de vela que es van disputar al camp de regates de Nynäshamn durant els Jocs Olímpics d'Estocolm de 1912. Hi van prendre part 36 navegants repartits ens set vaixells en representació de quatre països diferents. Es disputà entre el 20 i el 22 de juliol de 1912.

## Resultats finals
Es van disputar 2 regates per una distància total de 21,3 milles nàutiques. La classificació es determinava segons els punts obtinguts en cadascuna de les regates a raó de 7 punts pel primer, 3 pel segon i 1 pel tercer.
| Pos.   | Vaixell                | Tripulació                                                                             | 1a regata | 1a regata | 1a regata | 2a regata | 2a regata | 2a regata | Punts Totals | Desempat | Desempat |
| Pos.   | Vaixell                | Tripulació                                                                             | Pos.      | Temps     | Punts     | Pos.      | Temps     | Punts     | Punts Totals | Pos.     | Temps    |
| ------ | ---------------------- | -------------------------------------------------------------------------------------- | --------- | --------- | --------- | --------- | --------- | --------- | ------------ | -------- | -------- |
| Or     | Taifun · Noruega       | Thoralf Glad Thomas Aas Andreas Brecke Torleiv Corneliussen Christian Jebe             | 1         | 2h15'59"  | 7         | 1         | 2h12'59"  | 7         | 14           |          |          |
| Argent | Sans Atout · Suècia    | Bengt Heyman Emil Henriques Herbert Westermark Nils Westermark Alvar Thiel             | 2         | 2h16'40"  | 3         | 4         | 2h16'04"  | -         | 3            | 1        | 2h26'44" |
| Bronze | Lucky Girl Finlàndia   | Bertil Tallberg Arthur Ahnger Emil Lindh Gunnar Tallberg Georg Westling                | 5         | 2h21'03"  | -         | 2         | 2h14'50"  | 3         | 3            | 2        | 2h27'41" |
| 4      | Örn Finlàndia          | Gustaf Estlander Curt Andstén Jarl Andstén Carl-Oscar Girsén Bertel Juslén             | 3         | 2h17'28"  | 1         | 3         | 2h14'54"  | 1         | 2            |          |          |
| 5      | Norman · Rússia        | Ventseslav Kuzmichev Yevgeny Kun Pavel Pavlov Viktor Markov Yevgeny Lomach             | 4         | 2h18'52"  | -         | 5         | 2h16'15"  | -         | 0            |          |          |
| 5      | K.S.S.S. 1912 · Suècia | Fritz Sjöqvist Arvid Sjöqvist Ragnar Gripe Torsten Grönfors Gustaf Månsson             | 6         | 2h23'46"  | -         | 6         | 2h16'33"  | -         | 0            |          |          |
| 5      | Bylina · Rússia        | Herman von Adlerberg Johan Färber Vladimir Yelevich Vladimir Lurasov Nikolay Podgornov | 7         | 2h27'59"  | -         | 7         | 2h21'43"  | -         | 0            |          |          |

## Àrea de regates
Per la cursa dels 8 metres es va emprar el camp de regates B.

## Condicions meteorològiques
| Data           | Cursa | Descripció               | Vel. vent                              | Direcció vent | Sortida |
| -------------- | ----- | ------------------------ | -------------------------------------- | ------------- | ------- |
| 20 juliol 1912 | 1     | Lleugera brisa de l'est. | 5 knots (9.3 km/h) - 9 knots (17 km/h) |               | 11:30   |
| 21 juliol 1912 | 2     | Lleugera brisa al matí.  | 4 knots (7.4 km/h) - 6 knots (11 km/h) |               | 11:30   |
| 22 juliol 1912 | 3     | Vents molt lleugers      | 5 knots (9.3 km/h) - 7 knots (13 km/h) |               | 11:10   |